# Język niuafoʻou
Język niuafoʻou – język z grupy polinezyjskiej języków austronezyjskich używany na wyspie Niuafoʻou (wyspy Tonga). Posługuje się nim 1000 osób.